# つるぎTKGY

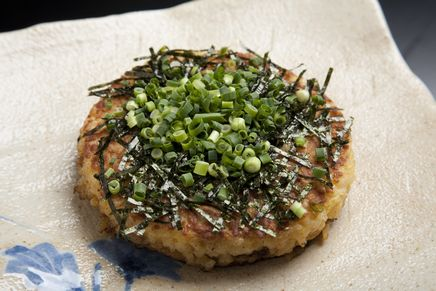
卵かけご飯を焼いた石川県白山市鶴来のご当地グルメ

つるぎTKGY（つるぎティーケージーワイ）は、石川県白山市鶴来地区で提供される卵かけご飯を焼いたご当地グルメである。なおTKGYというネーミングは卵かけご飯焼きの略。地元鶴来商工会青年部が「醸造のまち・鶴来」を全国に発信しようと平成22年に地域おこしの一環として開発。卵かけご飯の味付けには地元のだし醤油が使われる。